# Goodnight Nurse
Goodnight Nurse — поп-панк-группа из Новой Зеландии, сформировавшаяся в Окленде в 2001 году. Группа начинала как трио, но затем, для выпуска второго альбома, группа добрала четвёртого участника. Группа состоит из фронтмена Джоэла Литтла (Joel Little), гитариста и бэк-вокалиста Сэма МакКарти (Sam McCarthy), басиста Роуэна Кроу (Rowan Crowe), и барабанщика и бэк-вокалиста Джэйдена Паркиса (Jaden Parkes).
Группа выпустила два студийных альбома Always and Never (2006) и Keep Me on Your Side (2008). Оба альбома заняли пятые строчки чартов Новой Зеландии. В сумме с альбомов вышло девять синглов, и каждый год, начиная с 2004, группа входила в Top40 синглов Новой Зеландии. Последним синглом является «Lay With Me» 2009 года.

## История

### Образование и ранняя деятельность
Goodnight Nurse образовались в 2001 году, когда басист Пол Тэйт (Paul Taite) откликнулся на объявление Джоэла Литтла и Джэйдена Паркиса в баре «Shadows» Оклендского Университета. Впервые Goodnight Nurse встретились 25 июня 2001 и практиковались в гараже Джэйдена. На то время Тэйт играл на бас-гитаре всего 3 месяца.
Их первый концерт состоялся в Papa Jacks / Voodoo Loung в Окленде в начале 2002. Они были выбраны для «Boost Mobile NZ Schools Tour» в 2004 году. В этом туре они сыграли на 120 национальных площадках за пять месяцев — это самый большой тур одной группы в истории Новой Зеландии. С того времени Goodnight Nurse много гастролировали по Новой Зеландии с такими группами, как Steriogram, Elemeno P, 48May и The Living End (Австралия). В 2006 году они три месяца выступали в восточной Австралии в рамках тура «Rock the Schools». Также Goodnight Nurse играли на основной площадке на Big Day Out 07.

### Always and Never (2006)
Дебютный альбом группы «Always and Never» был признан золотым ассоциацией RIANZ в первую неделю после выхода. Альбом дебютировал на пятой строчке Новозеландского чарта альбомов. Альбом продержался шесть недель в Top40 (30 января — 27 февраля). С альбома «Always and Never» вышло семь синглов: «Loner», «Going Away», «Taking Over», «Our Song», «Death Goes to Disco», «All for You», и «My Only».
Так же Goodnight Nurse записали рок-кавер на хит Kelis — «Milkshake», который появился на CD сингле «Our Song» и как бонус-трек в Австралийской версии «Always and Never». Песня «My Only» была использована в качестве саундтрека в игре NHL 07.
Goodnight Nurse отправились в тур в поддержку своего дебютного альбома. 5 марта 2007 года Goodnight Nurse были на разогреве Fall Out Boy на их Новозеландском шоу. Они так же поддерживали Story of the Year и HIM. В апреле 2007 года они были хэдлайнерами на «MTV Mile High Gig», играя в самолете, летящем на высоте 10,6 километров (35000 футов) через Тасманово море.

### Keep Me on Your Side (2008)
13 августа 2007 Goodnight Nurse отправились в Мельбурн, чтобы записать альбом. 24 сентября 2007 года вокалист Джоэл Литтл объявил, что «альбом полностью записан». Он так же сказал, что они «заняты окончательным сведением и созданием обложки». Альбом «Keep Me on Your Side» был выпущен 7 апреля 2008 года. Первый сингл «The Night» был выпущен на iTunes а Австралии и Новой Зеландии 4 февраля 2008 года, видеоклип к которому был выложен на Youtube 26 февраля. Альбом занял пятое место в RIANZ чарте альбомов. Трек «This Is It» использован в 2008 году в телевизионной рекламе «Push Play initiative».
В поддержку альбома, Goodnight Nurse разогревали американскую группу OneRepublic, и отменили Новозеландскую часть тура. OneRepublic стали хедлайнерами и нуждались в поддерживающей группе. Goodnight Nurse оказали поддержку группе на выступлении в Окленде. Goodnight Nurse совершили свой первый собственный тур «I Need This» в Новой Зеландии в июне 2008 года. Затем они поехали в Австралию и поддержали The Getaway Plan на их «Where the City Meets the Sea Australian» туре в июле 2008. Они так же поддержали Anberlin в августе 2009 на одном шоу.
Джейден организовал сайд-проект Like You Crazy, а Сэм стал фронтменом Kids of 88. Сайд-проекты были образованы в связи с тем, что были несколько достойных на их взгляд песен, которые не вошли в альбом «Keep Me on Your Side».

## Жанр
Фронтмен Джоэл Литтл определяет жанр группы как «поп-рок, под влиянием панка». Goodnight Nurse часто называют Новозеландским ответом на Американские поп-панк-группы, такие как Green Day и Blink-182.

## Участники группы
- Джоэл Литтл — Вокал, гитара
- Jaden Parkes — Ударные, бэк-вокал
- Sam McCarthy — Гитара, бэк-вокал
- Rowan Crowe — Бас-гитара

### Бывшие участники и перерыв
Пол Тэйт решил покинуть Goodnight Nurse в начале 2007 года, чтобы найти работу в Венеци, и на данный момент живёт в Лондоне и является фронтменом новой группы Yesterday Was Mine. Его последнее выступление с группой Goodnight Nurse было на «Auckland Big Day Out» в январе 2007 года. Тогда он попрощался с группой, которую он образовал с Джоэлом и Джэйденом и поддерживал почти 6 лет. Вслед за уходом Тэйта, остальные два участника нуждались в новом бас-гитаристе. Тогда на замену Тэйту пришёл Сэм МакКарти из группы CapGunHero. В августе 2007 года вокалист Джоэл Литтл объявил на сайте группы, что «Goodnight Nurse теперь квартет» и что они «ждали этого многие годы». Новым участником стал Роуэн Кроу, который взял на себя бас, а Сэм перешёл на гитару.
В феврале 2010 группа ушла в отпуск на неопределенный срок. Сообщение, которое они оставили на MySpace благодарит фанатов за их любовь и поддержку:

Мы не знаем когда мы вернемся, и вернемся ли вообще, но мы будем продолжать делать музыку пока не умрем, а сейчас это пока конец для Goodnight Nurse. Так что ещё раз СПАСИБО вам от всего сердца за все что вы дали нам, это были невероятные 9 лет и мы любим вас за это.
Оригинальный текст (англ.)We don’t know if or when we’ll be back, and we’ll all keep making music till the day we die, but for now this is it for Goodnight Nurse. So one last time THANK YOU from the bottom of our hearts for everything you’ve given us, it’s been an amazing 9 years and we love you for it.

## Дискография

### Альбомы
| Год  | Альбом                                                       | Позиции в чартах |
| Год  | Альбом                                                       | NZ               |
| ---- | ------------------------------------------------------------ | ---------------- |
| 2006 | Always and Never - Выпущен 23 января 2006 - Лейбл: Festival  | 5                |
| 2008 | Keep Me on Your Side - Выпущен 7 апреля 2008 - Лейбл: Warner | 5                |

### Синглы
| Год  | Название              | Место в чарте | Альбом               |
| Год  | Название              | NZ            | Альбом               |
| ---- | --------------------- | ------------- | -------------------- |
| 2003 | «Loner»               | 19            | Always and Never     |
| 2004 | «Taking Over»         | 19            | Always and Never     |
| 2004 | «Going Away»          | —             | Always and Never     |
| 2005 | «Our Song»            | 15            | Always and Never     |
| 2006 | «My Only»             | 21            | Always and Never     |
| 2006 | «Death Goes to Disco» | —             | Always and Never     |
| 2007 | «All for You»         | 29            | Always and Never     |
| 2008 | «The Night»           | 24            | Keep Me on Your Side |
| 2008 | «I Need This»         | —             | Keep Me on Your Side |
| 2008 | «This Is It»          | —             | Keep Me on Your Side |
| 2009 | «Lay With Me»         | —             | Keep Me on Your Side |

## Дополнительно
- goodnightnurse.com — официальный сайт Goodnight Nurse
- Официальная страница Goodnight Nurse (англ.) на сайте Myspace